# Téléphone (album)
Pour les articles homonymes, voir Téléphone (homonymie).
Albums de Téléphone
Crache ton venin
(1979)
Singles
1. Téléphone (Hygiaphone / Métro (c'est trop)) (live)
Sortie : été 1977
2. Anna / Hygiaphone
Sortie : 1978
3. Métro (c'est trop)
Sortie : 1978

Téléphone est le premier album du groupe Téléphone, sorti en 1977. Il est parfois appelé Anna, du nom de la première chanson de l'album.

## Historique

### Contexte
Depuis sa formation lors du concert du 12 novembre 1976 au Centre américain de Paris, le groupe Téléphone connaît une ascension rapide en enchaînant les concerts principalement à Paris. Le 17 mai 1977, le groupe enregistre en studio une série de démos de chansons principalement écrites par Jean-Louis Aubert (dont une partie écrite pour le concert au Centre américain de Paris) dont la plupart se retrouveront par la suite sur le premier album. On retrouve les titres Métro (c'est trop) et Hygiaphone, ainsi que l'inédit Ma guitare (est une femme) — interprété sur scène mais non retenu pour l'album — qui sont publiés en 2015 sur le coffret Au cœur de Téléphone.

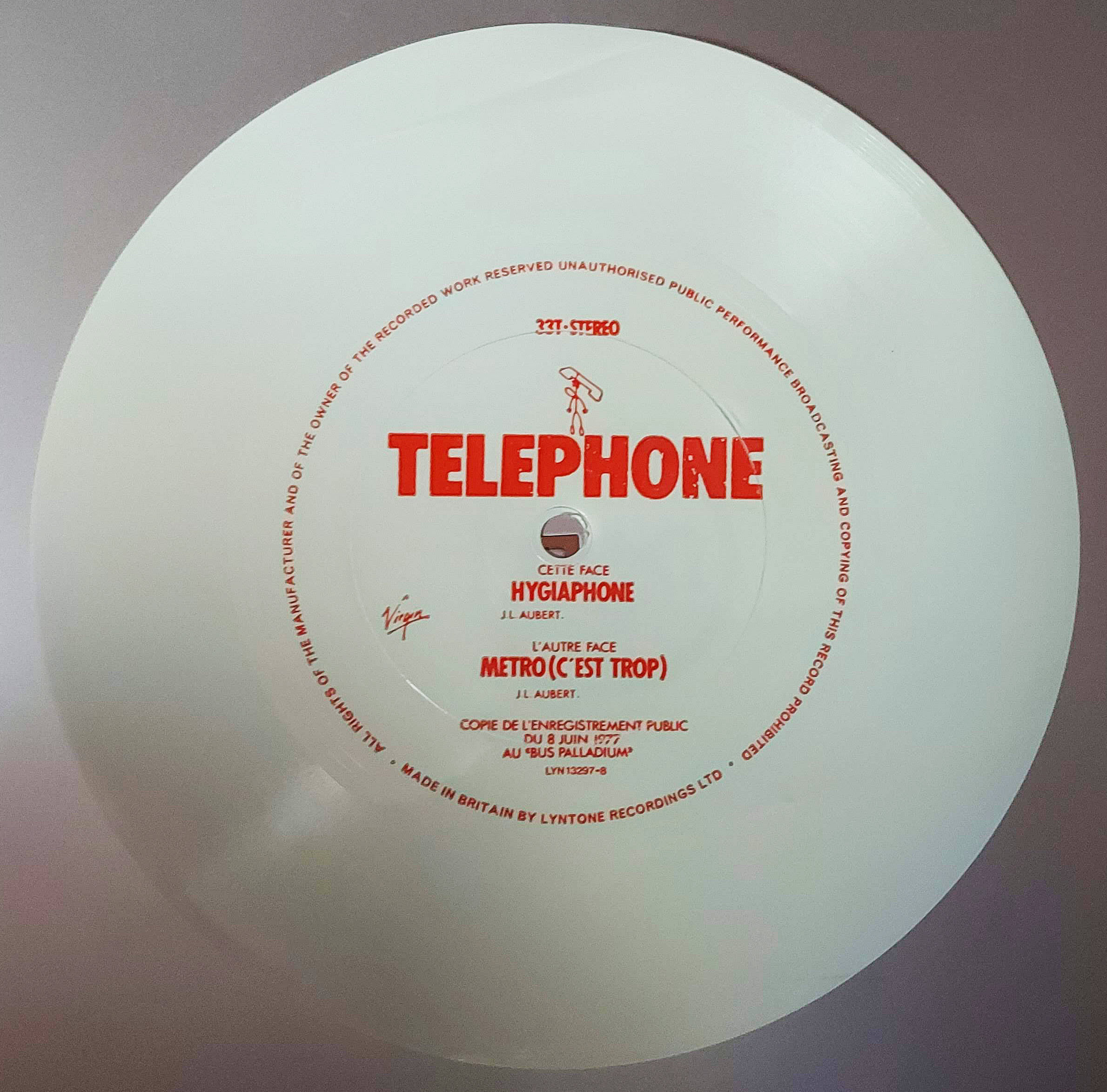
Disque flexible promotionnel de 1983 33 tours reproduisant le premier enregistrement de Téléphone au Bus Paladium le 8 juin 1977.

Le 7 juin, profitant de la défection de Blondie, ils jouent à l'Olympia en première partie du groupe américain Television. Le concert remporte un très grand succès et des critiques enthousiastes dans les journaux. Dès le lendemain, le groupe enregistre en concert au Bus Palladium les chansons Hygiaphone et Métro (c'est trop) pour les sortir en 45 tours autoproduit en deux mille exemplaires vendus à la sortie des concerts du groupe durant l'été. Le disque, pourtant sorti sans aucune autre promotion que les concerts du groupe, remporte un succès très encourageant. Un mois plus tard, à la suite d'un article paru dans le magazine Rock & Folk, Téléphone est approché par la maison de disque Pathé-Marconi chez qui il signe le 25 août 1977.

### Répétitions
Le groupe décide alors en septembre d'engager Mike Thorne comme producteur. Ce dernier étant pour le moment occupé à enregistrer Pink Flag de Wire, le groupe répète les chansons aux studios Pathé-Marconi durant le mois d'octobre. Mike se rend un week-end sur Paris pour rencontrer le groupe et, séduit par leur musique, décide de les produire dès qu'il a fini avec l'album de Wire.
En attendant, les sessions de répétitions sont marquées par la rencontre avec les Rolling Stones qui commencent à enregistrer l'album Some Girls à partir du 10 octobre. Le guitariste Louis Bertignac est invité à répéter avec les Rolling Stones durant les nuits avant que ceux-ci soient au complet,. Mick Jagger leur rendra visite et leur dira qu'un groupe avec une fille (il parle de la bassiste Corine Marienneau) ne marchera pas longtemps. Neuf ans plus tard après ces mots, Téléphone se séparera.

### Enregistrement
Le groupe souhaite enregistrer où il répète au studio Pathé-Marconi en prise directe avec du vieux matériel d'enregistrement, mais le choix du lieu se porte sur le studio Eden à Londres à la demande du producteur qui préfère travailler avec son équipe technique londonienne. À l'instar de Pathé-Marconi, ce studio ne possède pas les nouveaux équipements d'enregistrement, mais possède une bonne acoustique comme souhaite le groupe.
L'enregistrement de l'album commence fin octobre et dure dix-sept jours. Durant les sessions, les chansons ayant été déjà été jouées en concert ne demandent pas beaucoup de travail d'arrangement pour le producteur et sont achevées rapidement. Alors que le label demande au groupe de chanter en anglais, Mike Thorne dit que les chansons sont meilleures en restant interprétées en français.
Après l'enregistrement, les séances de mixage se sont déroulées dans l'urgence durant la deuxième semaine de novembre au studio Advision, toujours à Londres. En effet, le groupe a organisé un concert gratuit anniversaire le 12 décembre et l'album doit sortir avant. Une fois le mixage terminé, Mike Thorne emmène le groupe aux studios Abbey Road pour finaliser et récupérer le master effectué par Chris Blair le 18 novembre avant de repartir le soir-même pour Paris afin de le confier au label pour le pressage du disque qui dure une semaine (un délai bien plus court qu'à l'accoutumée),.

## Caractéristiques artistiques

### Pochette et disque
La photo de la pochette représente le groupe sortant, débordant d'énergie, d'un wagon rouge de première classe Sprague-Thomson (exploité de 1907 à 1983) du métro parisien correspondant à l'énergie dégagée sur l'album et référence au morceau Métro (c'est trop) inclus dans l'album. Elle a été prise par Gérard Ruffin.

## Parution et réception
L'album s'est vendu à plus de 100 000 exemplaires en quelques mois, obtenant un disque d'or.
Selon l'édition française du magazine Rolling Stone, cet album est le 30e meilleur album de rock français. Il est également inclus dans l'ouvrage Philippe Manœuvre présente : Rock français, de Johnny à BB Brunes, 123 albums essentiels.
À la sortie de l'album, il y a eu un quiproquo au niveau des droits d'auteurs car l'album est crédité seulement de Jean-Louis Aubert en tant qu'auteur-compositeur, et lui seul touche les royalties, à l'exception de Flipper qui est signée par Louis Bertignac. Ce problème est réglé pour les prochains albums du groupe en créditant la composition à l'ensemble du groupe.

## Liste des chansons
Toutes les paroles sont écrites par Jean-Louis Aubert, toute la musique est composée par Téléphone, sauf indication contraire.
| No | Titre                           | Auteur          | Durée |
| -- | ------------------------------- | --------------- | ----- |
| 1. | Anna                            |                 | 3:03  |
| 2. | Sur la route                    |                 | 4:03  |
| 3. | Dans ton lit                    |                 | 3:28  |
| 4. | Le vaudou (est toujours debout) |                 | 2:10  |
| 5. | Téléphomme                      |                 | 4:38  |
| 6. | Hygiaphone                      |                 | 2:52  |
| 7. | Métro (c'est trop)              |                 | 4:22  |
| 8. | Prends ce que tu veux           |                 | 3:20  |
| 9. | Flipper                         | Louis Bertignac | 6:02  |

## Personnel

### Téléphone
- Jean-Louis Aubert : chant, guitare rythmique, guitare solo
- Louis Bertignac : guitare solo, chœurs
- Corine Marienneau : basse, chœurs
- Richard Kolinka : batterie, percussions

### Production
- Mike Thorne : production
- François Ravard : management
- Dominique “Cow-boy” Forestier : ingénieur du son